# Kahal Shalom Synagoge
De Kahal Shalom Synagoge (Nederlands: Heilige gemeenschap van Vrede) is een Sefardische synagoge in La Juderia, het voormalige Joodse kwartier in de stad Rhodos op het gelijknamige eiland. Het is de oudste nog bestaande synagoge in Griekenland.

## Geschiedenis
De Joodse aanwezigheid op Rhodos gaat terug tot zeker driehonderd jaar voor Christus. Zij kende periodes van verdrukking, bijvoorbeeld onder de Romeinen en de Orde van Sint-Jan, een ridderorde uit de periode van de kruistochten. Onder de Ottomanen maakte de Joodse gemeenschap een bloeiperiode door die gepaard ging met de bouw van veel synagogen. Op het hoogtepunt waren er zes synagogen te vinden in La Juderia. De Kahal Shalom Synagoge werd in 1577 gebouwd en is sindsdien in gebruik.
Sinds 1912 was Rhodos onderdeel van het Koninkrijk Italië. Vanaf de jaren dertig verlieten steeds meer Joden het eiland omdat zij de druk voelden van het fascistische regime. Nadat Italië zich tijdens de Tweede Wereldoorlog in september 1943 overgaf aan de geallieerden namen  de Duitsers het bewind over op het eiland. Meer dan vijftienhonderd leden van de zeventienhonderd leden tellende Joodse gemeenschap werden gedeporteerd en vonden de dood in de Duitse concentratiekampen. De Kahal Shalom Synagoge was de enige van de vier bestaande synagogen die gespaard bleef van verwoesting.
Vandaag de dag wonen er slechts enkele tientallen Joden op Rhodos. De synagoge wordt alleen in het zomerseizoen gebruikt wanneer er meer Joodse toeristen zijn. Het biedt gedeeltelijk onderdak aan het Joodse Museum van Rhodos.

## Stijl
De Kahal Shalom Synagoge kent qua kenmerken veel Sefardische en Ottomaanse elementen. Het podium vanwaar er uit de Thora wordt gelezen staat in het midden van het heiligdom. De vloer bestaat uit een mozaïek van witte en zwarte stenen. Een ongebruikelijk kenmerk zijn de twee Heilige arken, waarin de Thorarollen worden bewaard, die bij de deur staat die na de binnenplaats leidt.
Zowel binnen als buiten zijn er een aantal plaquettes. Een aantal, in het Hebreeuws en Ladino zijn opgedragen aan diegenen die de synagoge onderhielden. Een plaquette in het Frans herdenkt de leden die zijn omgekomen tijdens de Holocaust.